# علی‌آباد پایین (خاش)
علی‌آباد پایین روستایی در دهستان کوه سفید بخش مرکزی شهرستان خاش استان سیستان و بلوچستان ایران است.

## جمعیت
بر پایه سرشماری عمومی نفوس و مسکن در سال ۱۳۹۵ جمعیت این روستا ۱۵ نفر (۵خانوار) بوده‌است.